# Hội đồng Bộ trưởng Liên Xô 1950–1954
Hội đồng Bộ trưởng Liên Xô giai đoạn 1950-1954 hay còn được gọi Hội đồng Bộ trưởng Xô Viết Tối cao Liên Xô khóa III. Hội đồng Bộ trưởng Xô Viết Tối cao Liên Xô khóa II vẫn tiếp tục đảm nhiệm trong giai đoạn Xô Viết Tối cao Liên Xô khóa mới cho đến ngày 15/03/1953, Hội đồng Bộ trưởng Xô Viết Tối cao Liên Xô khóa III được phê chuẩn.
Hội đồng Bộ trưởng Xô Viết Tối cao Liên Xô khóa III được thành lập sau khi lãnh tụ Stalin qua đời. Hội đồng Bộ trưởng do Malenkov đứng đầu thay đổi toàn bộ bộ máy do Stalin lãnh đạo trước đây, điển hình xử tử các phần tử do Beria tổ chức.
Hội đồng Bộ trưởng khóa III chỉ tồn tại trong thời gian ngắn đến 24/04/1954, khi Xô Viết Tối cao Liên Xô phê chuẩn Hội đồng Bộ trưởng khóa mới.

## Thành lập
Sau khi Stalin qua đời, ngày 06/03/1953, Georgy Malenkov được Đoàn Chủ tịch Ủy ban Trung ương Đảng Cộng sản Liên Xô ủng hộ làm Chủ tịch Hội đồng Bộ trưởng. Đổng thời cũng được ghi đứng đầu trong Đoàn Chủ tịch Ủy ban Trung ương Đảng. Mặc dù không có danh hiệu xác định lãnh đạo, Malenkov vẫn được coi là người kế vị Stalin. Ngày 7/3/1953, Malenkov đứng đầu Ban Bí thư Trung ương Đảng, khẳng định vai trò lãnh đạo quyền lực nhất Liên Xô sau khi Stalin qua đời.
Tuy nhiên chỉ sau một tuần, để tránh lặp lại sự độc quyền như thời kỳ Stalin, tại Hội nghị Trung ương lần thứ 3 khóa XIX (14/03/1953), Malenkov buộc phải từ chức trong Ban Bí thư, đồng thời Hội nghị ghi danh Nikita Khrushchev lên đầu thay thế cho Malenkov. Malenkov vẫn được giữ chức làm Chủ tịch Hội đồng Bộ trưởng, thời kỳ Malenkov - Khrushchev diễn ra còn được gọi duumvirate (chế độ nhị hùng).
Ngày 15/03/1953, Malenkov đệ trình danh sách thành viên Hội đồng Bộ trưởng lên Xô Viết Tối cao Liên Xô và được phê chuẩn ngay sau đó.

## Hoạt động
Sau khi Malenkov nắm quyền, ông đưa ra hàng loạt chính sách mới nhằm thay đổi xã hội Liên Xô. Tập trung phát triển hàng hóa tiêu dùng và chỉ bao cấp số lượng hàng hóa nhỏ và bánh mì.
Trong giai đoạn này với kế hoạch 5 năm lần thứ năm, thu nhập quốc gia tăng 71%, sản lượng công nghiệp tăng 85%, sản xuất nông nghiệp tăng 21%, khối lượng đầu tư vốn trong nền kinh tế Liên Xô tăng gần gấp đôi.
Khác với Stalin, Malenkov đã bày tỏ sự phản đối của mình đối với nghiên cứu và phát triển vũ khí hạt nhân, tuyên bố "một cuộc chiến tranh hạt nhân có thể dẫn tới sự tàn phá toàn cầu",

## Thành viên
| Chức vụ               | Trực thuộc                                   | Tên                                     | Nhiệm kỳ                     | Ghi chú khác                                                                             |
| --------------------- | -------------------------------------------- | --------------------------------------- | ---------------------------- | ---------------------------------------------------------------------------------------- |
| Chủ tịch              | Hội đồng Bộ trưởng Liên Xô                   | Joseph Stalin (1878-1953)               | 3/1950-3/1953                | mất khi đang tại nhiệm                                                                   |
| Chủ tịch              | Hội đồng Bộ trưởng Liên Xô                   | Georgy Malenkov (1902-1988)             | 3/1953-3/1954                |                                                                                          |
| Phó Chủ tịch thứ nhất | Hội đồng Bộ trưởng Liên Xô                   | Vyacheslav Molotov (1890-1986)          | 3/1950-3/1954                |                                                                                          |
| Phó Chủ tịch thứ nhất | Hội đồng Bộ trưởng Liên Xô                   | Nikolai Bulganin (1895-1975)            | 4/1950-3/1954                |                                                                                          |
| Phó Chủ tịch thứ nhất | Hội đồng Bộ trưởng Liên Xô                   | Lazar Kaganovich (1893-1991)            | 3/1953-3/1954                |                                                                                          |
| Phó Chủ tịch thứ nhất | Hội đồng Bộ trưởng Liên Xô                   | Lavrentiy Beria (1899-1953)             | 3/1953-6/1953                | Bị bắt xử tử tháng 12/1953                                                               |
| Phó Chủ tịch          | Hội đồng Bộ trưởng Liên Xô                   | Lavrentiy Beria (1899-1953)             | 3/1950-3/1953                |                                                                                          |
| Phó Chủ tịch          | Hội đồng Bộ trưởng Liên Xô                   | Andrey Andreyev (1895-1971)             | 3/1950-3/1953                |                                                                                          |
| Phó Chủ tịch          | Hội đồng Bộ trưởng Liên Xô                   | Nikolai Bulganin (1895-1975)            | 3/1950-4/1950                |                                                                                          |
| Phó Chủ tịch          | Hội đồng Bộ trưởng Liên Xô                   | Kliment Voroshilov (1881-1969)          | 3/1950-3/1953                | Từ tháng 3/1953 là Chủ tịch Đoàn Chủ tịch Xô Viết Tối cao                                |
| Phó Chủ tịch          | Hội đồng Bộ trưởng Liên Xô                   | Aleksandr Yefremov (1904-1951)          | 3/1950-11/1951               | mất khi đang tại nhiệm                                                                   |
| Phó Chủ tịch          | Hội đồng Bộ trưởng Liên Xô                   | Lazar Kaganovich (1893-1991)            | 3/1953-3/1954                |                                                                                          |
| Phó Chủ tịch          | Hội đồng Bộ trưởng Liên Xô                   | Alexei Kosygin (1904-1980)              | 3/1950-3/1953 12/1953-3/1954 |                                                                                          |
| Phó Chủ tịch          | Hội đồng Bộ trưởng Liên Xô                   | Georgy Malenkov (1902-1988)             | 3/1950-3/1953                |                                                                                          |
| Phó Chủ tịch          | Hội đồng Bộ trưởng Liên Xô                   | Vyacheslav Malyshev (1902-1957)         | 3/1950-3/1953 12/1953-3/1954 |                                                                                          |
| Phó Chủ tịch          | Hội đồng Bộ trưởng Liên Xô                   | Anastas Mikoyan (1895-1978)             | 3/1950-3/1954                |                                                                                          |
| Phó Chủ tịch          | Hội đồng Bộ trưởng Liên Xô                   | Maksim Saburov (1900-1977)              | 3/1950-3/1953 12/1953-3/1954 |                                                                                          |
| Phó Chủ tịch          | Hội đồng Bộ trưởng Liên Xô                   | Ivan Tevosian (1902-1958)               | 3/1950-3/1953 12/1953-3/1954 |                                                                                          |
| Phó Chủ tịch          | Hội đồng Bộ trưởng Liên Xô                   | Mikhail Pervukhin (1904–1978)           | 3/1950-3/1953 12/1953-3/1954 |                                                                                          |
| Phó Chủ tịch          | Hội đồng Bộ trưởng Liên Xô                   | Panteleimon Ponomarenko (1902–1984)     | 12/1952-3/1953               |                                                                                          |
| Quản lý Nội vụ        | Hội đồng Bộ trưởng Liên Xô                   | Mikhail Pomaznev (1911-1987)            | 3/1950-6/1953                |                                                                                          |
| Quản lý Nội vụ        | Hội đồng Bộ trưởng Liên Xô                   | Anatoly Korobov (1907-1967)             | 6/1953-3/1954                |                                                                                          |
| Bộ trưởng             | Bộ Ngoại giao                                | Andrey Vyshinsky (1883-1954)            | 3/1950-3/1953                |                                                                                          |
| Bộ trưởng             | Bộ Ngoại giao                                | Vyacheslav Molotov (1890-1986)          | 3/1953-3/1954                |                                                                                          |
| Bộ trưởng             | Bộ Các Lực lượng vũ trang                    | Aleksandr Vasilevsky (1895-1977)        | 3/1950                       | Tách làm 2 Bộ Quân sự và Bộ Hải quân                                                     |
| Bộ trưởng             | Bộ Quân sự                                   | Aleksandr Vasilevsky (1895-1977)        | 3/1950-3/1953                | Sáp nhập vào Bộ Quốc phòng                                                               |
| Bộ trưởng             | Bộ Hải quân                                  | Ivan Yumashev (1895-1972)               | 3/1950-7/1951                |                                                                                          |
| Bộ trưởng             | Bộ Hải quân                                  | Nikolay Kuznetsov (1904-1974)           | 7/1951-3/1953                | Sáp nhập vào Bộ Quốc phòng                                                               |
| Bộ trưởng             | Bộ Quốc phòng                                | Nikolai Bulganin (1895-1975)            | 3/1953-3/1954                | Bộ thành lập mới                                                                         |
| Bộ trưởng             | Bộ Ngoại thương                              | Mikhail Menshikov (1902-1976)           | 3/1950-11/1951               |                                                                                          |
| Bộ trưởng             | Bộ Ngoại thương                              | Pavel Kumykin (1901-1976)               | 11/1951-3/1953               |                                                                                          |
| Bộ trưởng             | Bộ Ngoại thương                              | Ivan Kabanov (1898-1972)                | 8/1953-3/1954                | Tách từ Bộ Nội thương và Ngoại thương                                                    |
| Bộ trưởng             | Bộ Thương mại                                | Basil Zhavoronkov (1906-1987)           | 3/1950-3/1953                |                                                                                          |
| Bộ trưởng             | Bộ Thương mại                                | Anastas Mikoyan (1895-1978)             | 8/1953-3/1954                | Tách từ Bộ Nội thương và Ngoại thương                                                    |
| Bộ trưởng             | Bộ Nội thương và Ngoại thương                | Ivan Kabanov (1898-1972)                | 3/1953-8/1953                | Sáp nhập Bộ Ngoại thương và Bộ Thương mại. Sau đó lại chia tách                          |
| Bộ trưởng             | Bộ Giao thông vận tải                        | Boris Beschev (1903-1981)               | 3/1950-3/1954                |                                                                                          |
| Bộ trưởng             | Bộ Thông tin                                 | Nikolai Psurtsev (1900-1980)            | 3/1950-3/1954                |                                                                                          |
| Bộ trưởng             | Bộ Lâm nghiệp và Công nghiệp giấy            | Georgy Orlov (1903-1991)                | 3/1950-2/1951 3/1953-3/1954  | Bộ bị chia tách giải thể sau đó được tái lập                                             |
| Bộ trưởng             | Bộ Công nghiệp giấy và Gia công gỗ           | Ivan Voronov Emelyanovich (1911-1969)   | 2/1951-3/1953                | Thành lập từ Bộ Lâm nghiệp và Công nghiệp giấy sau đó giải thể                           |
| Bộ trưởng             | Bộ Công nghiệp nhẹ                           | Alexei Kosygin (1904-1980)              | 3/1950-3/1953                | Sáp nhập vào Bộ Sản xuất hàng hóa Tiêu dùng rộng rãi                                     |
| Bộ trưởng             | Bộ Công nghiệp Thịt và sữa                   | Ivan Kuz'minykh (1902-1970)             | 3/1950-3/1953                | Sáp nhập vào Bộ Sản xuất hàng hóa Tiêu dùng rộng rãi                                     |
| Bộ trưởng             | Bộ Sản xuất hàng hóa Tiêu dùng rộng rãi      | Alexei Kosygin (1904-1980)              | 3/1953-2/1954                | Bộ thành lập mới                                                                         |
| Bộ trưởng             | Bộ Sản xuất hàng hóa Tiêu dùng rộng rãi      | Nikita Semenovich (1907-1996)           | 2/1954-3/1954                |                                                                                          |
| Bộ trưởng             | Bộ Công nghiệp Hàng không                    | Mikhail Khrunichev (1901-1961)          | 3/1950-3/1953                | sáp nhập vào Bộ Quân khí thành Bộ Công nghiệp Quốc phòng sau đó lại được tách lại        |
| Bộ trưởng             | Bộ Công nghiệp Hàng không                    | Pyotr Dementev (1907-1977)              | 8/1953-3/1954                |                                                                                          |
| Bộ trưởng             | Bộ Công nghiệp Đóng tàu                      | Vyacheslav Malyshev (1902-1957)         | 3/1950-10/1952               |                                                                                          |
| Bộ trưởng             | Bộ Công nghiệp Đóng tàu                      | Ivan Nosenko (1902-1956)                | 10/1952-3/1953               | Sáp nhập vào Bộ Giao thông và cơ khí hạng nặng                                           |
| Bộ trưởng             | Bộ Giao thông và cơ khí hạng nặng            | Vyacheslav Malyshev (1902-1957)         | 3/1953-6/1953                |                                                                                          |
| Bộ trưởng             | Bộ Giao thông và cơ khí hạng nặng            | Ivan Nosenko (1902-1956)                | 6/1953-3/1954                |                                                                                          |
| Bộ trưởng             | Bộ Quân khí                                  | Dmitry Ustinov (1908-1984)              | 3/1950-3/1953                | Sáp nhập cùng Bộ Công nghiệp Hàng không thành Bộ Công nghiệp Quốc phòng                  |
| Bộ trưởng             | Bộ Công nghiệp Quốc phòng                    | Dmitry Ustinov (1908-1984)              | 3/1953-3/1954                |                                                                                          |
| Bộ trưởng             | Bộ Cơ điện Nông nghiệp                       | Petr Goremykin (1902-1976)              | 3/1950-3/1951                |                                                                                          |
| Bộ trưởng             | Bộ Cơ điện Nông nghiệp                       | Georgy Popov (1906-1968)                | 3/1951-12/1951               |                                                                                          |
| Bộ trưởng             | Bộ Cơ điện Nông nghiệp                       | Sergey Stepanov (1903-1976)             | 12/1951-3/1953               | Sáp nhập vào Bộ Cơ khí                                                                   |
| Bộ trưởng             | Bộ Công nghiệp Xây dựng Công trình hạng nặng | Nikolai Stepanovich Kazakov (1900-1970) | 3/1950-3/1953                | Sáp nhập vào Bộ Giao thông và cơ khí hạng nặng                                           |
| Bộ trưởng             | Bộ Công nghiệp Ô tô và máy kéo               | Stepan Akopov (1899-1958)               | 3/1950-4/1950                |                                                                                          |
| Bộ trưởng             | Bộ Công nghiệp Ô tô và máy kéo               | Xlamov Gregory (1903-1968)              | 4/1950-3/1953                | Sáp nhập vào Bộ Cơ khí                                                                   |
| Bộ trưởng             | Bộ Cơ khí và dụng cụ                         | Pyotr Parshin (1899-1970)               | 3/1950-3/1953                | Sáp nhập vào Bộ Cơ khí                                                                   |
| Bộ trưởng             | Bộ Cơ khí                                    | Maksim Saburov (1900-1977)              | 3/1953-6/1953                | Bộ thành lập mới                                                                         |
| Bộ trưởng             | Bộ Cơ khí                                    | Stepan Akopov (1903-1968)               | 6/1953-3/1954                |                                                                                          |
| Bộ trưởng             | Bộ Cơ khí hạng trung                         | Vyacheslav Malyshev (1902-1957)         | 6/1953-3/1954                | Bộ thành lập mới                                                                         |
| Bộ trưởng             | Bộ Công nghiệp Luyện kim                     | Ivan Tevosian (1902-1958)               | 3/1950-12/1950 3/1953-2/1954 | Tách ra làm 2 Bộ Luyện kim đen và Bộ Luyện kim màu, sau đó lại sáp nhập lại và chia tách |
| Bộ trưởng             | Bộ Luyện kim đen                             | Ivan Tevosian (1902-1958)               | 12/1950-3/1953               | Sáp nhập với Bộ Luyện kim màu thành Bộ Công nghiệp Luyện kim                             |
| Bộ trưởng             | Bộ Luyện kim đen                             | Anatoly Kuzmin (1903-1954)              | 2/1954-3/1954                |                                                                                          |
| Bộ trưởng             | Bộ Luyện kim màu                             | Pyotr Lomako (1904-1990)                | 2/1950-3/1953 2/1954-3/1954  | Sáp nhập với Bộ Luyện kim đen thành Bộ Công nghiệp Luyện kim, sau đó lại được tái lập    |
| Bộ trưởng             | Bộ Công nghiệp Dầu mỏ                        | Nikolai Baibakov (1911-2008)            | 3/1950-3/1954                |                                                                                          |
| Bộ trưởng             | Bộ Công nghiệp than                          | Alexander Zasyadko (1910-1963)          | 3/1950-3/1954                |                                                                                          |
| Bộ trưởng             | Bộ Công nghiệp điện                          | Ivan Kabanov (1898-1972)                | 3/1950-4/1951                |                                                                                          |
| Bộ trưởng             | Bộ Công nghiệp điện                          | Dmitry Yefremov (1900-1960)             | 4/1951-3/1953                | Sáp nhập vào Bộ Năng lượng và công nghiệp điện                                           |
| Bộ trưởng             | Bộ Năng lượng điện                           | Dmitry Zhimerin (1906-1995)             | 3/1950-3/1953                | Sáp nhập vào Bộ Năng lượng và công nghiệp điện                                           |
| Bộ trưởng             | Bộ Năng lượng và công nghiệp điện            | Mikhail Pervukhin (1904-1978)           | 3/1953-3/1954                | Bộ thành lập mới                                                                         |
| Bộ trưởng             | Bộ Công nghiệp hóa chất                      | Sergei Tikhomirov (1905-1982)           | 3/1950-3/1954                |                                                                                          |
| Bộ trưởng             | Bộ Công nghiệp Vật liệu xây dựng             | Simon Ginzburg (1897-1993)              | 3/1947-3/1950                |                                                                                          |
| Bộ trưởng             | Bộ Công nghiệp Vật liệu xây dựng             | Pavel Yudin (1902-1956)                 | 3/1950-3/1954                |                                                                                          |
| Bộ trưởng             | Bộ Kỹ thuật Giao thông vận tải               | Yury Maksarёv (1902-1956)               | 3/1950-3/1953                | Sáp nhập vào Bộ Giao thông và cơ khí hạng nặng                                           |
| Bộ trưởng             | Bộ Xây dựng và Cơ giới                       | Semen Fomin (1904-1982)                 | 3/1950-3/1953                | Sáp nhập vào Bộ Giao thông và cơ khí hạng nặng                                           |
| Bộ trưởng             | Bộ Tài chính                                 | Arseny Zverev (1900-1969)               | 3/1950-3/1954                |                                                                                          |
| Bộ trưởng             | Bộ Nông thôn                                 | Ivan Benediktov (1902-1983)             | 3/1950-3/1953                | Sáp nhập thành Bộ Nông nghiệp và chế biến lương thực                                     |
| Bộ trưởng             | Bộ Nông trại Quốc doanh                      | Nikolay Skvortsov (1899-1974)           | 3/1950-3/1953                | Sáp nhập thành Bộ Nông nghiệp và chế biến lương thực                                     |
| Bộ trưởng             | Bộ Nông trại Quốc doanh                      | Alexey Kozlov (1911-1982)               | 9/1953-3/1954                | Bộ được tái lập                                                                          |
| Bộ trưởng             | Bộ Bông                                      | Usman Yusupovich (1900-1966)            | 3/1950-3/1953                | Sáp nhập thành Bộ Nông nghiệp và chế biến lương thực                                     |
| Bộ trưởng             | Bộ Nông nghiệp và chế biến lương thực        | Alexey Kozlov (1911-1982)               | 3/1953-9/1953                | Bộ thành lập mới                                                                         |
| Bộ trưởng             | Bộ Nông nghiệp và chế biến lương thực        | Ivan Benediktov (1902-1983)             | 9/1953-11/1953               | Đổi tên thành Bộ Nông nghiệp                                                             |
| Bộ trưởng             | Bộ Nông nghiệp                               | Ivan Benediktov (1902-1983)             | 11/1953-3/1954               | Bộ thành lập mới                                                                         |
| Bộ trưởng             | Bộ Vận tải Hàng hải                          | Nikolai Novikov (1909-1971)             | 3/1950-3/1953                | Sáp nhập thành Bộ Vận tải Hàng hải và Đường sông                                         |
| Bộ trưởng             | Bộ Vận tải Đường sông                        | Zosima Shashkoff (1905-1984)            | 3/1950-3/1953                | Sáp nhập thành Bộ Vận tải Hàng hải và Đường sông                                         |
| Bộ trưởng             | Bộ Vận tải Hàng hải và Đường sông            | Zosima Shashkoff (1905-1984)            | 3/1953-3/1954                | Bộ thành lập mới                                                                         |
| Bộ trưởng             | Bộ Nội vụ                                    | Sergei Kruglov (1907-1977)              | 3/1950-3/1953 6/1953-3/1954  |                                                                                          |
| Bộ trưởng             | Bộ Nội vụ                                    | Lavrentiy Beria (1899-1953)             | 3/1953-6/1953                | Bị bắt khi đang tại nhiệm                                                                |
| Bộ trưởng             | Bộ Y tế                                      | Efim Smirnov (1904-1989)                | 3/1950-12/1952               | Bị bắt khi đang tại nhiệm                                                                |
| Bộ trưởng             | Bộ Y tế                                      | Alexander Shabanov (1904-1982)          | 12/1952-1/1953               | Quyền Bộ trưởng                                                                          |
| Bộ trưởng             | Bộ Y tế                                      | Andrew Tretyakov (1905-1966)            | 1/1953-3/1954                |                                                                                          |
| Bộ trưởng             | Bộ Tư pháp                                   | Konstantin Gorshenin (1907-1978)        | 3/1950-3/1954                |                                                                                          |
| Bộ trưởng             | Bộ Cung cấp Lương thực                       | Boris Dvinskiy (1894-1973)              | 3/1950-10/1950               |                                                                                          |
| Bộ trưởng             | Bộ Cung cấp Lương thực                       | Panteleimon Ponomarenko (1902-1984)     | 10/1952-12/1952              |                                                                                          |
| Bộ trưởng             | Bộ Cung cấp Lương thực                       | Nikolai Ignatov (1901-1966)             | 12/1952-3/1953               | Sáp nhập vào Bộ Nông nghiệp và chế biến lương thực                                       |
| Bộ trưởng             | Bộ Công nghiệp Thủy sản                      | Konstantin Rusakov (1909-1993)          | 2/1950-3/1952                |                                                                                          |
| Bộ trưởng             | Bộ Công nghiệp Thủy sản                      | Dmitry Pavlov (1905-1991)               | 3/1952-3/1953                | Sáp nhập vào Bộ Công nghiệp thực phẩm                                                    |
| Bộ trưởng             | Bộ Công nghiệp Thịt và sữa                   | Ivan Kuz'minykh (1902-1970)             | 3/1950-3/1953                | Sáp nhập vào Bộ Công nghiệp thực phẩm                                                    |
| Bộ trưởng             | Bộ An ninh Quốc gia                          | Viktor Abakumov (1908-1954)             | 3/1950-7/1951                |                                                                                          |
| Bộ trưởng             | Bộ An ninh Quốc gia                          | Semyon Ignatyev (1904-1983)             | 7/1951-3/1953                | Xóa bỏ Bộ                                                                                |
| Bộ trưởng             | Bộ Xây dựng Kỹ thuật                         | Nikolai Dygai (1908-1963)               | 3/1950-3/1953                | Sáp nhập vào Bộ Xây dựng                                                                 |
| Bộ trưởng             | Bộ Xây dựng                                  | Nikolai Dygai (1908-1963)               | 3/1953-3/1954                | Bộ thành lập                                                                             |
| Bộ trưởng             | Bộ Kiểm tra Nhà nước                         | Lev Mekhlis (1889-1953)                 | 3/1950-10/1950               |                                                                                          |
| Bộ trưởng             | Bộ Kiểm tra Nhà nước                         | Viktor Abakumov (1908-1954)             | 10/1950-5/1953               |                                                                                          |
| Bộ trưởng             | Bộ Kiểm tra Nhà nước                         | Alexander Pavel'ev (1905-1970)          | 5/1953-12/1953               |                                                                                          |
| Bộ trưởng             | Bộ Kiểm tra Nhà nước                         | Basil Zhavoronkov (1906-1987)           | 12/1953-3/1954               |                                                                                          |
| Bộ trưởng             | Bộ Giáo dục Đại học                          | Sergey Kaftanov (1905-1978)             | 3/1950-2/1951                |                                                                                          |
| Bộ trưởng             | Bộ Giáo dục Đại học                          | Vsevolod Stoletov (1907-1989)           | 2/1951-3/1953                | Sáp nhập vào Bộ Văn hóa                                                                  |
| Bộ trưởng             | Bộ Kỹ thuật Điện ảnh                         | Ivan Bolshakov (1902-1980)              | 3/1950-3/1953                | Sáp nhập vào Bộ Văn hóa                                                                  |
| Bộ trưởng             | Bộ Lao động Việc làm                         | Vasily Pronin (1905-1993)               | 3/1950-3/1953                | Sáp nhập vào Bộ Văn hóa                                                                  |
| Bộ trưởng             | Bộ Văn hóa                                   | Panteleimon Ponomarenko (1902-1984)     | 3/1953-3/1954                | Bộ thành lập mới                                                                         |
| Bộ trưởng             | Bộ Công nghiệp Thiết bị Truyền thông         | Alekseenko Gennady (1906-1981)          | 3/1950-3/1953                | Sáp nhập vào Bộ Năng lượng và công nghiệp điện                                           |
| Bộ trưởng             | Bộ Giao thông Đường bộ                       | Alexander Kurshev (1902-1974)           | 3/1952-3/1953                | Bộ sáp nhập vào Bộ Đường sắt                                                             |
| Bộ trưởng             | Bộ Đường sắt                                 | Boris Beschev (1903-1981)               | 3/1950-4/1954                |                                                                                          |
| Bộ trưởng             | Bộ Giao thông Đường bộ và Cao tốc            | Ivan Likhachev (1896-1956)              | 8/1953-3/1954                | Bộ thành lập mới                                                                         |
| Bộ trưởng             | Bộ Địa chất                                  | Peter Zakharov (1905-1974)              | 3/1950-3/1953                | Sáp nhập vào Bộ Địa chất và bảo vệ lòng đất                                              |
| Bộ trưởng             | Bộ Địa chất và bảo vệ lòng đất               | Peter Antropov (1905-1979)              | 8/1953-3/1954                |                                                                                          |
| Bộ trưởng             | Bộ Địa chất và bảo vệ lòng đất               | Peter Y. Antropov (1905-1979)           | 3/1953-6/1953                |                                                                                          |
| Bộ trưởng             | Bộ Phát triển đô thị                         | Georgy Popov (1906-1968)                | 3/1950-3/1951                | Bộ bị bãi bỏ                                                                             |
| Thống đốc             | Ngân hàng Nhà nước                           | Vasiliy Popov (1903-1964)               | 3/1950-3/1954                |                                                                                          |
| Chủ nhiệm             | Ủy ban Kế hoạch Nhà nước                     | Maksim Saburov (1900-1977)              | 3/1950-3/1953 6/1953-3/1954  |                                                                                          |
| Chủ nhiệm             | Ủy ban Kế hoạch Nhà nước                     | Gregory Kosyachenko (1900-1983)         | 3/1953-6/1953                |                                                                                          |